# Dans la Ville Endormie
Dans la Ville Endormie, anche conosciuta con il titolo Les belles chansons ne meurent jamais..., è una raccolta postuma della cantante italo-francese Dalida, pubblicata il 30 aprile 2021 da Universal Music France.
Nel 2020, un vecchio brano di Dalida datato 1968 e chiamato Dans la ville endormie, è stato scelto per essere inserito nella colonna sonora del nuovo film di James Bond dal titolo No time to die (Mourir peut attendre) che uscirà nelle sale cinematografiche italiane, dopo alcune posticipazioni legate alla pandemia di COVID-19, l'8 ottobre 2021. Da qui, l'idea di creare un nuovo album di canzoni meno conosciute del repertorio della cantante.
L’uscita della raccolta venne preceduta dalla pubblicazione, il 13 novembre 2020, di un 45 giri omonimo in edizione limitata e numerata (nelle varianti nera classica e color blu) contenente, sul lato A, il brano Dans la ville endormie in versione originale, mentre sul lato B è presente la versione remixata nel 2001.
Dalida diceva: "Les belles mélodies ne meurent jamais, elles traversent le temps et sont éternelles: ce qui change c'est le rythme" (ovvero, "le belle melodie non muoiono mai, attraversano il tempo e sono eterne: quello che cambia è il ritmo") e proprio da questa sua frase nasce il sottotitolo dell'album, che recita "Les belles chansons ne meurent jamais…".
L'album è stato commercializzato sia in vinile, con quattordici pezzi, sia in CD digipak con ulteriori otto brani, per un totale di ventidue canzoni.

## Tracce (LP)
Lato A
1. Dans la ville endormie
2. Eux
3. Avant de te connaître
4. Tables séparées
5. Marie Madeleine
6. Ballade à temps perdu
7. Je me repose

Lato B
1. Je m'endors dans tes bras
2. Et la vie continuera
3. Parlez-moi de lui
4. Voyages sans bagages
5. Je t'appelle encore
6. Une vie
7. Je reviens te chercher

## Tracce (CD)
1. Dans la ville endormie
2. Eux
3. Et la vie continuera
4. L'amour qui venait du froid
5. Je m'endors dans tes bras
6. Une vie
7. Julien
8. Tables séparées
9. Les violons de mon pays
10. Marie Madeleine
11. Parlez-moi de lui
12. Ballade à temps perdu
13. Je t'appelle encore
14. Voyage sans bagages
15. Des gens qu'on aimerait connaître
16. Je reviens te chercher
17. Je me repose
18. Ma vie je la chante
19. Et puis c'est toi
20. Avant de te connaître
21. Parce que je ne t'aime plus
22. Bravo